# Nakapiripirit (district)
Le district de Nakapiripirit est un district de l'est de l'Ouganda. Sa capitale est Nakapiripirit (en).

## Histoire
Depuis la séparation du district d'Amudat à l'est en 2010, celui de Nakapiripirit n'est plus frontalier du Kenya.